# Jimmy Floyd Hasselbaink
Jerrel "Jimmy Floyd" Hasselbaink (født 27. marts 1972) er en nu tidligere professionel hollandsk angriber, der sluttede karrieren i Cardiff og havde sine bedste år i Chelsea.
Hasselbaink har spillet 23 kampe for Holland.